# Michał Pawłowski
Michał Pawłowski herbu Jastrzębiec – pisarz ziemski wileński w latach 1713–1721, regent ziemski wileński.
Był posłem województwa wileńskiego na sejm 1718 roku. Był posłem województwa smoleńskiego na sejm 1720 roku.